# Sebaceoma
El sebaceoma (també conegut com a epitelioma sebaci i sebomatricoma) és una neoplàsia benigna de la pell que apareix com una pàpula groga o taronja.:662